# Ambidextri
Ambidextri, ambidexteritet, bådhänthet, dubbelhänthet, tvehänthet och tvåhänthet  (från latinets ambi som betyder båda och dexter från latin/grekiskan som betyder höger), innebär att en person har förmågan att använda båda händerna eller fötterna utan problem, det vill säga att båda händer är huvudhänder. En sådan person kan till exempel skriva med både vänster och höger hand. 
Ambidextri är en förmåga som är vanligast att man föds med. Den är mer sällsynt än både höger- och vänsterhänthet, man kan träna upp förmågan till en viss grad oftast efter stor möda. Det finns ambidextra människor idag som tränar ytterligare för att kunna göra två olika sysslor med händerna till exempel skriva med vänsterhanden och rita med högern eller tvärtom.
En person som varken är vänsterhänt eller högerhänt utan kan använda båda händerna lika bra betecknas ambidexter. Exempel på ambidextra idrottsmän är tennisspelarna John Bromwich, Jimmy Connors, Beverly Fleitz, Luke Jensen och Giorgio de Stefani, fotbollsspelarna Santi Cazorla och Pedro Rodríguez Ledesma,  Manuel Neuer den japanske TV-spelmakaren Shigeru Miyamoto, wrestlern Shawn Michaels och snookerspelaren Ronnie O'Sullivan. Man tror att Leonardo da Vinci utnyttjade båda sina händer efter en olyckshändelse som inträffade under hans barndom.
Ambidextra personer kan vara eftersökta i exempelvis baseboll där man som slagman kan möta kasten både till vänster och höger. En annan kategori människor som ofta är ambidextra är trumslagare.